# 1976
1976. је била преступна година.

## Догађаји

### Фебруар
- 4. фебруар — Земљотрес у Гватемали 1976.
- 27. фебруар — У Западној Сахари, коју је дан раније Шпанија предала на управљање Мароку и Мауританији, ослободилачки фронт Полисарио је прогласио Сахарску Арапску Демократску Републику.

### Март
- 9. март — У паду кабине на жичари у италијанском зимовалишту Кавалезе
- 14. март — Египат је поништио уговор о пријатељству и сарадњи склопљен са Совјетским Савезом.
- 24. март — У Аргентини власт преузела војна хунта генерала Хорхеа Виделе, а председница Изабела Перон ухапшена.

### Април
- 1. април — Стив Џобс и Стив Вознијак оснивају фирму Епл.
- 4. април — Нородом Сиханук је абдицирао са места вође Камбоџе и ухапшен је од стране Црвених Кмера.
- 5. април — Џејмс Калахан је постао премијер Уједињеног Краљевства.

### Мај
- 28. мај — Пуштена је у редован саобраћај железничка пруга Београд—Бар, која је, с прекидима, грађена 24 године.

### Јун
- 5. јун — Брана Тетон у источном Ајдаху се срушила када је њен резервоар био пуњен по први пут, што је за последицу имало смрт 11 особа и 13.000 грла стоке.
- 11. јун — У државном удару у Уругвају оборен председник Хуан Бордабери и почела је деветогодишња војна диктатура.
- 16. јун — У Совету, највећем црначком насељу у Јужној Африци, избили расни нереди у којима је, током неколико месеци, погинуло најмање 600 црнаца и три белца.
- 27. јун — Палестински терористи су отели авион Ер Франса на линији Тел Авив-Париз.
- 28. јун — Пуштена је у редован саобраћај железничка пруга Београд-Бар, која је, с прекидима, грађена 24 године.
- 29. јун — Сејшели су добили независност од Уједињеног Краљевства.

### Јул
- 3. јул — Проглашено је уједињење Северног и Јужног Вијетнама у једну државу Вијетнам са главним градом Ханојем.
- 4. јул — Израелски командоси упали су на аеродром Ентебе у Уганди и ослободили 102 таоца из француског путничког авиона који су отели терористи 27. јуна.
- 14. јул — Кинески грађевинари завршили железничку пругу названу „Танзам“, која је повезала луку Дар ес Салам у Танзанији и Замбију.
- 18. јул — Нађа Команечи је постала први гимнастичар у историји Олимпијских игара која је добила маскималну просечну оцену 10 на Олимпијским играма 1976.
- 20. јул — Америчка сонда Викинг 1 спустила се на Марс после 11 месеци лета и почела да шаље на Земљу јасне снимке те планете.
- 28. јул — У земљотресу у којем је потпуно разорен кинески град Тангшан погинуло најмање 242.000, а повређено 164.000 људи.

### Септембар
- 10. септембар — У судару путничких авиона „Трајдент“ британске компаније „Бритиш ервејз“ и „Даглас DC-9“ југословенске компаније Инекс Адрија северно од Загреба, погинуло је свих 176 људи у оба авиона.

### Октобар
- 11. октобар — У Кини је, под оптужбом за заверу, ухапшена Четворочлана банда: удовица Мао Цедунга Ђанг Чинг и три бивша висока функционера.

### Новембар
- 2. новембар — На председничким изборима у САД, кандидат Демократске странке, Џими Картер, изабран је за председника САД победивши актуелног републиканског председника Џералда Форда.

### Датум непознат
- Википедија:Непознат датум — Скупштина СФРЈ донела Закон о удруженом раду. Овим законом, свако предузеће, фабрика, школа и све остале институције претворене су у радну организацију (РО), организацију удруженог рада (ОУР), основну организацију удруженог рада (ООУР), или сложену организацију удруженог рада (СОУР).

## Рођења

### Јануар
- 2. јануар — Паз Вега, шпанска глумица[1]
- 2. јануар — Данило ди Лука, италијански бициклиста[2]
- 3. јануар — Ангелос Басинас, грчки фудбалер[3]
- 5. јануар — Иван Томић, српски фудбалер и фудбалски тренер[4]
- 8. јануар — Рафаела Андерсон, француска порнографска глумица[5]
- 12. јануар — Драган Исаиловић, српски фудбалер[6]
- 13. јануар — Марио Јепес, колумбијски фудбалер и фудбалски тренер[7]
- 13. јануар — Еухенија Силва, шпански модел[8]
- 21. јануар — Ема Бантон, енглеска музичарка, глумица и радио и ТВ водитељка, најпознатија као чланица групе Spice Girls[9]
- 21. јануар — Наташа Марковић, српска глумица[10]
- 31. јануар — Трајанос Делас, грчки фудбалер и фудбалски тренер[11]
- 31. јануар — Тајрон Незби, амерички кошаркаш[12]

### Фебруар
- 1. фебруар — Катрин Јакобсдоутир, исландска полтичарка, 28. Премијер Исланда[13]
- 3. фебруар — Ајла Фишер, аустралијска глумица и списатељица[14]
- 3. фебруар — Тијана Дапчевић, македонско-српска музичарка[15]
- 10. фебруар — Карлос Хименез, шпански кошаркаш[16]
- 11. фебруар — Рикардо Переира, португалски фудбалски голман[17]
- 12. фебруар — Силвија Сејнт, чешка порнографска глумица
- 14. фебруар — Ерика Лирсен, америчка глумица[18]
- 16. фебруар — Драган Младеновић, српски фудбалер и фудбалски тренер[19]
- 17. фебруар — Ђуро Остојић, црногорски кошаркаш[20]
- 23. фебруар — Кели Макдоналд, шкотска глумица[21]
- 25. фебруар — Рашида Џоунс, америчка глумица[22]
- 28. фебруар — Али Лартер, америчка глумица и модел[23]
- 29. фебруар — Вонтиго Камингс, амерички кошаркаш[24]

### Март
- 5. март — Шарунас Јасикевичијус, литвански кошаркаш и кошаркашки тренер[25]
- 5. март — Бо Мадсен, дански музичар, члан групе [26]
- 8. март — Фреди Принц Млађи, амерички глумац[27]
- 8. март — Александар Смиљанић, српски кошаркаш[28]
- 10. март — Барбара Шет, аустријска тенисерка[29]
- 13. март — Милан Антонић, српски глумац[30]
- 13. март — Дени Мастерсон, амерички глумац[31]
- 17. март — Алваро Рекоба, уругвајски фудбалер[32]
- 19. март — Петар Грашо, хрватски музичар[33]
- 19. март — Андре Милер, амерички кошаркаш[34]
- 19. март — Алесандро Неста, италијански фудбалер и фудбалски тренер[35]
- 20. март — Честер Бенингтон, амерички музичар, најпознатији као фронтмен групе Linkin Park (прем. 2017)
- 22. март — Рис Видерспун, америчка глумица[36]
- 23. март — Мишел Монахан, америчка глумица[37]
- 25. март — Владимир Кличко, украјински боксер
- 27. март — Дени Фортсон, амерички кошаркаш[38]
- 29. март — Џенифер Капријати, америчка тенисерка[39]

### Април
- 1. април — Дејвид Ојелоуо, енглеско-амерички глумац и продуцент[40]
- 1. април — Кларенс Седорф, холандски фудбалер и фудбалски тренер
- 5. април — Симоне Инзаги, италијански фудбалер и фудбалски тренер[41]
- 5. април — Фернандо Моријентес, шпански фудбалер и фудбалски тренер[42]
- 6. април — Борис Режак, српски музичар[43]
- 8. април — Николина Пишек, хрватска ТВ водитељка, глумица и модел
- 12. април — Бред Милер, амерички кошаркаш[44]
- 19. април — Александар Глинтић, српски кошаркаш[45]
- 20. април — Шеј Гивен, ирски фудбалски голман[46]
- 24. април — Ненад Чанак, српски кошаркаш и кошаркашки тренер
- 25. април — Тим Данкан, амерички кошаркаш[47]
- 25. април — Рајнер Шитлер, немачки тенисер
- 27. април — Сали Хокинс, енглеска глумица[48]

### Мај
- 4. мај — Никола Шкорић, српски глумац
- 9. мај — Ненад Јестровић, српски фудбалер[49]
- 13. мај — Трејџан Лангдон, амерички кошаркаш[50]
- 13. мај — Ана Поповић, српска музичарка[51]
- 16. мај — Урош Умек, словеначки ди-џеј и продуцент електронске музике
- 19. мај — Кевин Гарнет, амерички кошаркаш[52]
- 20. мај — Луис Булок, амерички кошаркаш[53]
- 21. мај — Стјуарт Бингам, енглески играч снукера
- 21. мај — Дара Бубамара, српска певачица[54]
- 21. мај — Предраг Савовић, српски кошаркаш[55]
- 25. мај — Килијан Мерфи, ирски глумац[56]
- 25. мај —  Итан Супли, амерички глумац[57]
- 29. мај — Мејсио Бастон, амерички кошаркаш[58]
- 30. мај — Радослав Нестеровић, словеначки кошаркаш[59]
- 30. мај — Магнус Норман, шведски тенисер[60]
- 31. мај — Колин Фарел, ирски глумац[61]

### Јун
- 3. јун — Александра Балмазовић, словеначка глумица[62]
- 4. јун — Ненад Зимоњић, српски тенисер[63]
- 4. јун — Кејси Чејмберс, аустралијска музичарка
- 5. јун — Такајуки Сузуки, јапански фудбалер[64]
- 6. јун — Владо Георгиев, српски музичар и музички продуцент[65]
- 7. јун — Мирсад Туркџан, турски кошаркаш[66]
- 8. јун — Линдси Давенпорт, америчка тенисерка[67]
- 14. јун — Масимо Одо, италијански фудбалер и фудбалски тренер[68]
- 17. јун — Скот Адкинс, енглески глумац[69]
- 23. јун — Патрик Вијера, француски фудбалер и фудбалски тренер[70]
- 23. јун — Паола Суарез, аргентинска тенисерка[71]
- 24. јун — Данијел Сантијаго, америчко-порторикански кошаркаш[72]
- 26. јун — Петар Каписода, црногорски рукометаш[73]
- 27. јун — Вагнер Моура, бразилски глумац, редитељ, сценариста, продуцент и музичар[74]

### Јул
- 1. јул — Руд ван Нистелрој, холандски фудбалер и фудбалски тренер[75]
- 1. јул — Патрик Клојверт, холандски фудбалер и фудбалски тренер[76]
- 1. јул — Горан Николић, црногорски кошаркаш[77]
- 5. јул — Нуно Гомеш, португалски фудбалер[78]
- 6. јул — Димитрије Бањац, српски глумац, комичар и сценариста
- 6. јул — Рори Делап, енглеско-ирски фудбалер[79]
- 7. јул — Беренис Бежо, француско-аргентинска глумица[80]
- 8. јул — Љубомир Бандовић, српски глумац[81]
- 9. јул — Никола Јестратијевић, српски кошаркаш[82]
- 12. јул — Ана Фрил, енглеска глумица[83]
- 15. јул — Марко Ди Вајо, италијански фудбалер[84]
- 15. јул — Дијана Кригер, немачко-америчка глумица и модел[85]
- 17. јул — Андерс Свенсон, шведски фудбалер[86]
- 17. јул — Маркос Сена, шпански фудбалер[87]
- 18. јул — Елза Патаки, шпанска глумица и модел[88]
- 19. јул — Бенедикт Камбербач, енглески глумац[89]
- 19. јул — Ерик Придс, шведски ди-џеј, музичар и музички продуцент
- 21. јул — Бранко Милисављевић, српски кошаркаш и кошаркашки тренер[90]
- 22. јул — Дијана Дол, словачка порнографска глумица[91]
- 22. јул — Нина Морић, хрватски модел[92]
- 23. јул — Јудит Полгар, мађарска шахисткиња
- 31. јул — Пауло Ванчоп, костарикански фудбалер и фудбалски тренер[93]
- 31. јул — Биљана Сечивановић, српска певачица[94]

### Август
- 2. август — Сем Вортингтон, аустралијски глумац[95]
- 7. август — Срђан Тимаров, српски глумац[96]
- 9. август — Рона Митра, енглеска глумица, музичарка и модел[97]
- 9. август — Одре Тоту, француска глумица[98]
- 10. август — Џон Роберт Холден, америчко-руски кошаркаш
- 23. август — Бошко Обрадовић, српски политичар[99]
- 24. август — Алекс О’Локлин, аустралијски глумац, редитељ, продуцент и сценариста[100]
- 25. август — Александер Скарсгорд, шведски глумац[101]
- 26. август — Мајк Колтер, амерички глумац[102]
- 27. август — Марк Вебер, аустралијски аутомобилиста, возач Формуле 1[103]
- 27. август — Карлос Моја, шпански тенисер[104]
- 29. август — Јон Дал Томасон, дански фудбалер и тренер[105]

### Септембар
- 3. септембар — Ребека Џонсон, америчка глумица и музичарка[106]
- 6. септембар — Наоми Харис, енглеска глумица[107]
- 10. септембар — Густаво Киртен, бразилски тенисер[108]
- 10. септембар — Василис Лакис, грчки фудбалер[109]
- 13. септембар — Предраг Ранђеловић, српски фудбалер и фудбалски тренер[110]
- 13. септембар — Пума Свид, шведска порнографска глумица[111]
- 16. септембар — Јелена Ћурувија, српска глумица.
- 16. септембар — Адел Шедли, туниски фудбалер[112]
- 18. септембар — Роналдо, бразилски фудбалер[113]
- 20. септембар — Џон Бернтал, амерички глумац[114]
- 20. септембар — Такао Сузуки, јапански тенисер[115]
- 20. септембар — Денис Шефик, српско-црногорски ватерполо голман[116]
- 21. септембар — Јонас Бјере, дански музичар, члан групе [117]
- 23. септембар — Сара Бласко, аустралијска музичарка и музичка продуценткиња[118]
- 23. септембар — Милан Петровић, српски музичар
- 23. септембар — Катарина Час, словеначка глумица
- 25. септембар — Чонси Билапс, амерички кошаркаш
- 26. септембар — Михаел Балак, немачки фудбалер[119]
- 26. септембар — Ивана Мрваљевић, црногорска глумица, продуценткиња и културни радник (прем. 2024)[120]
- 26. септембар — Анџела Тајгер, француска порнографска глумица и режисерка[121]
- 27. септембар — Франческо Тоти, италијански фудбалер
- 29. септембар — Андриј Шевченко, украјински фудбалер и фудбалски тренер[122]

### Октобар
- 1. октобар — Дора Вентер, мађарска порнографска глумица[123]
- 3. октобар — Милош Крушчић, српски фудбалер и фудбалски тренер[124]
- 3. октобар — Шон Вилијам Скот, амерички глумац[125]
- 4. октобар — Данило Икодиновић, српски ватерполиста[126]
- 4. октобар — Мауро Каморанези, италијански фудбалер и фудбалски тренер[127]
- 4. октобар — Алиша Силверстон, америчка глумица[128]
- 7. октобар — Жилберто Силва, бразилски фудбалер[129]
- 11. октобар — Емили Дешанел, америчка глумица[130]
- 18. октобар — Кјел Карлстрем, фински бициклиста[131]
- 20. октобар — Видак Братић, српски фудбалер и фудбалски тренер[132]
- 22. октобар — Бред Стивенс, амерички кошаркашки тренер[133]
- 23. октобар — Рајан Рејнолдс, канадско-амерички глумац, филмски продуцент и сценариста[134]
- 25. октобар — Ахмад ел Дуки, фудбалер Саудијске Арабије[135]
- 27. октобар — Александар Нађфеји, српски кошаркаш[136]
- 29. октобар — Милена Гович, америчка глумица, режисерка, музичарка и плесачица[137]
- 31. октобар — Гути, шпански фудбалер и фудбалски тренер[138]
- 31. октобар — Пајпер Перабо, америчка глумица[139]

### Новембар
- 7. новембар — Марк Филипусис, аустралијски тенисер[140]
- 19. новембар — Стилијанос Венетидис, грчки фудбалер и фудбалски тренер[141]
- 19. новембар — Алекса Јелић, српски музичар и уметник
- 21. новембар — Даша, чешка порнографска глумица[142]
- 22. новембар — Виле Хермани Вало, фински музичар, фронтмен групе [143]
- 22. новембар — Торстен Фрингс, немачки фудбалер и фудбалски тренер[144]
- 29. новембар — Чедвик Боузман, амерички глумац (прем. 2020)[145]
- 29. новембар — Ана Фарис, америчка глумица, продуценткиња, гласовна уметница и списатељица[146]

### Децембар
- 4. децембар — Бошко Ћирковић, српски хип-хоп музичар[147]
- 6. децембар — Марко Пешић, немачки кошаркаш
- 8. децембар — Доминик Монахан, енглески глумац[148]
- 11. децембар — Шариф Абдур-Рахим, амерички кошаркаш и кошаркашки тренер[149]
- 22. децембар — Јована Типшин, српска певачица[150]
- 25. децембар — Армин ван Бурен, холандски ди-џеј и продуцент[151]

## Смрти

### Јануар
- 12. јануар — Агата Кристи, енглеска књижевница (* 1890)[152]

### Фебруар
- 1. фебруар — Вернер Хајзенберг, немачки физичар (* 1901)[153]
- 14. фебруар — Вера Шнајдер, босанскохерцеговачка математичарка (* 1904)

### Април
- 26. април — Андреј Гречко, маршал Совјетског Савеза[154]

### Мај
- 9. мај — Улрике Мајнхоф, немачка новинарка и терористкиња[155]
- 11. мај — Алвар Алто, фински архитекта. (* 1898)

### Септембар
- 9. септембар — Мао Цедунг, кинески политичар и државник (* 1893)
- 14. септембар — Павле Карађорђевић, југословенски кнез (* 1893)[156]
- 26. септембар — Лавослав Ружичка, швајцарски хемичар (* 1887)[157]

### Октобар
- 3. октобар — Викторија Спиви, америчка певачица и текстописац (* 1906)[158]
- 20. октобар — Славко Воркапић, српско-амерички режисер (* 1894)[159]

### Новембар
- 15. новембар — Миливоје Живановић, српски глумац (* 1900)[160]

## Нобелове награде
- Физика — Бартон Рихтер и Семјуел Џао-Џунг Динг
- Хемија — Вилијам Нан Липском млађи
- Медицина — Барук С. Блумберг и Данијел Карлтон Гајдусек
- Књижевност — Сол Белоу
- Мир — Бети Вилијамс и Марејд Кориган
- Економија — Милтон Фридман (САД)